# Кревалькоре
Кревалькоре (итал. Crevalcore) — город в Италии, располагается в регионе Эмилия-Романья, подчиняется административному центру Болонья.
Население составляет 12 827 человек (на 2005 г.), плотность населения составляет 118 чел./км². Занимает площадь 102 км². Почтовый индекс — 40014. Телефонный код — 051.
Покровителем коммуны почитается святой Сильвестр. Праздник ежегодно празднуется 31 декабря.

## Известные уроженцы
- Томазо Бай (ок. 1650—1714) — итальянский композитор и певец.
- Марчелло Мальпиги (1628—1694) — итальянский биолог и врач.
- Луиджи Симони (род. 1939) — футболист и тренер.